# Две венецианки
Две венецианки (итал. Due dame veneziane) — картина венецианского художника Витторе Карпаччо. Хранится в венецианском музее Коррер.
Точная дата создания картины неизвестна. Одни датируют её первой половиной 1490-х годов, другие — началом 1500-х.

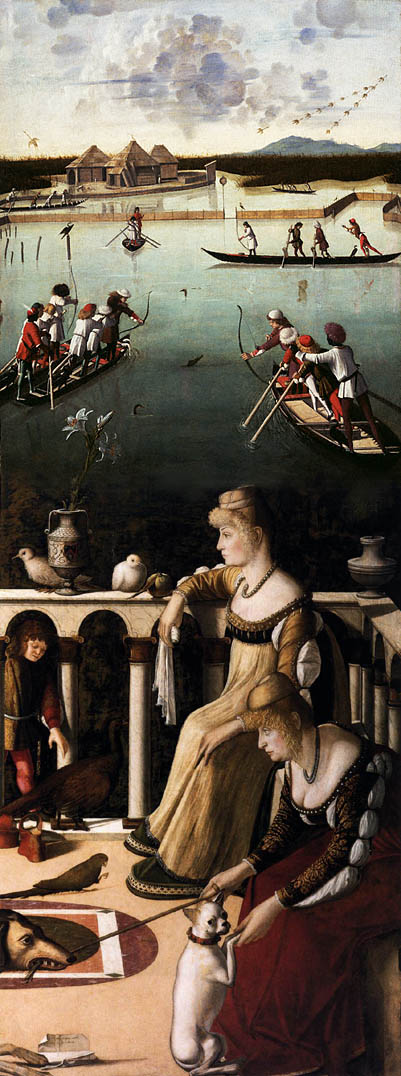
Реконструкция: «Две венецианки» и «Охота в лагуне»

Картина приобрела большую популярность в XIX веке во многом благодаря Джону Рёскину, который называл её «лучшей на свете картиной». Рёскин полагал, что на ней изображены две куртизанки. В XX веке его точка зрения была оспорена, и в настоящее время большинство специалистов полагают, что на ней две знатные дамы, младшая из них к тому же одета как новобрачная. Дамы отдыхают на террасе, окруженной мраморной балюстрадой. На переднем плане дама постарше, она играет с двумя собаками. Дама помоложе на втором плане окружена птицами, среди которых голуби, павлин, попугай. Мальчик-паж протягивает руку к павлину. Перед ними на полу стоит пара чопинов. На балюстраде у правого края картины стоит ваза с миртом, а у левого — другая ваза, и на ней художник изобразил герб венецианской семьи Торелли или Прели. Собака прижимает лапой листок с подписью художника (Opus Victoris Carpatio veneti).
Композиция и сюжет картины многие годы оставались загадкой. Было неясно, куда обращены взгляды дам, предметы в левой и верхней части картины были обрезаны, что вызывало вопросы. Ключ к загадке появился в 1944 году, когда в Риме у антиквара была найдена доска, расписанная с двух сторон: на лицевой стороне лучники в лодках охотились на водную дичь, а на обороте была обманка, изображавшая прикрепленные к стене письма. В 1972 году это произведение оказалось в музее Гетти (США), но уже за десять лет до этого было высказано предположение, что «Две венецианки» и «Охота в лагуне» когда-то составляли одно произведение, позже разрезанное на части. На эту мысль навёл цветок лилии на переднем плане «Охоты», являющийся продолжением стебля в вазе с гербом на картине из музея Коррера. В дальнейшем эта гипотеза была подтверждена рентгеновскими и инфракрасными, а также дендрологическими исследованиями обеих досок, подтвердившими их полную идентичность.
Предполагают также, что «Две венецианки» и «Охота в лагуне» вместе составляли одну из оконных ставень или одну из створок шкафа. На это указывают также следы петель на обратной стороне доски из музея Гетти. Судьба второй створки неизвестна.